# Okręgowe rozgrywki w piłce nożnej woj. olsztyńskiego (1967/1968)
Drużyny z województwa olsztyńskiego występujące w ligach centralnych i makroregionalnych:
- I liga – brak
- II liga – brak
- III liga – Warmia Olsztyn, Victoria Bartoszyce

Rozgrywki okręgowe:
- klasa okręgowa (IV poziom rozgrywkowy)
- klasa A - 2 grupy (V poziom rozgrywkowy)
- klasa B - podział na grupy (VI poziom rozgrywkowy)
- klasa C - podział na grupy (VII poziom rozgrywkowy)
- klasa D(gminna) - podział na grupy (VIII poziom rozgrywkowy)

## Klasa okręgowa
| Poz. | Klub                     | M  | Pkt. |
| ---- | ------------------------ | -- | ---- |
| 1    | Gwardia Olsztyn (s)      | 26 | 38   |
| 2    | Jurand Bemowo Piskie (s) | 26 | 35   |
| 3    | Podchorążak Szczytno     | 26 | 32   |
| 4    | Start Działdowo          | 26 | 30   |
| 5    | Jeziorak Iława           | 26 | 29   |
| 6    | Zatoka Braniewo          | 26 | 26   |
| 7    | Sokół Ostróda            | 26 | 25   |
| 8    | Tęcza Biskupiec          | 26 | 25   |
| 9    | Śniardwy Orzysz          | 26 | 25   |
| 10   | Stal Giżycko             | 26 | 23   |
| 11   | Mazur Pisz (b)           | 26 | 22   |
| 12   | Związkowiec Kętrzyn      | 26 | 22   |
| 13   | Warmia II Olsztyn        | 26 | 21   |
| 14   | Syrena Młynary (b)       | 26 | 10   |

## Klasa A
- grupa I - awans: Polonia Pasłęk
- grupa II - awans: Orlęta Reszel, Polonia Lidzbark Warmiński, OKS Olsztyn